# Join Me in Death
 (janvier 2009).
Si vous disposez d'ouvrages ou d'articles de référence ou si vous connaissez des sites web de qualité traitant du thème abordé ici, merci de compléter l'article en donnant les références utiles à sa vérifiabilité et en les liant à la section « Notes et références ».
Join Me in Death est une chanson finlandaise du groupe HIM sortie en 1999. Elle est classée  no 1 au hit-parade finlandais. Le single s'est vendu à 360 000 exemplaires en Allemagne, où il est classé numéro 1 pendant trois semaines. Il a depuis été reprise dans la bande originale du film Passé Virtuel.